# Malus oxysepala
Malus oxysepala är en rosväxtart som beskrevs av Czarna. Malus oxysepala ingår i släktet aplar, och familjen rosväxter. Inga underarter finns listade i Catalogue of Life.